# Jarl Berg
Jarl Gustaf Berg, född 18 december 1890 i Dalarö socken, Stockholms län, död 6 januari 1969, var en svensk väg- och vattenbyggnadsingenjör.
Efter studentexamen 1909 och reservofficersexamen 1911 blev Berg underlöjtnant vid Fortifikationen och löjtnant i reserven 1915. Han blev diplomingenjör vid Technische Hochschule zu Hannover 1917, löjtnant i Väg- och vattenbyggnadskåren 1922, kapten 1930 och major 1945. Han var ingenjör vid statens järnvägsbyggnader 1917–19, byråingenjör vid Stockholms stads fastighetskontor 1919–45 och fastighetsdirektör i Stockholm 1945–54. Han var verkställande direktör i AB Familjebostäder från 1955. Han var ledamot av Försvarets fastighetsnämnd och ordförande i dess arbetsutskott från 1956.